# Музыка в общественном достоянии
Музыка в общественном достоянии — это музыкальное произведение, переданное автором в общественное достояние; срок защиты авторского права которого истёк; или оно никогда не защищалось авторским правом.
В случае с музыкой авторскими правами обладают авторы (композиторы, поэты-песенники), исполнители, распространители.

## Россия
В России принцип вычисления срока существования исключительного права закреплён в ст. 1281 ГК РФ (ст. 27 Закона об авторском праве). По общему правилу авторское право на музыкальное произведение защищается с момента создания произведения на протяжении всей жизни автора, а также ещё 70 лет после его смерти или, если авторов несколько, в течение 70 лет после смерти последнего живого автора. Несколько другие сроки существования исключительного права закреплены для музыкальных произведений, которые опубликованы анонимно или под псевдонимом, произведений, опубликованных после смерти автора, произведений, созданных репрессированными и реабилитированными авторами, а также произведений авторов, которые работали в годы Великой Отечественной войны или принимали участие в ней.
После окончания срока действия авторского права музыкальное произведение переходит в общественное достояние. С этого момента касательно произведения устанавливается частичная охрана. Суть её такова: с одной стороны, возможно свободное использование музыкального произведения, находящегося в общественном достоянии, и такое использование не обязывает получать разрешения правопреемников автора и выплаты им компенсации; с другой стороны, использование музыкального произведения не должно нарушать его неприкосновенность, поэтому нужно указать имя автора. Другими словами, с момента перехода музыкального произведения в общественное достояние пользователь получает некоторую свободу использования произведения, но она не является абсолютной, остаётся ряд границ использования, нарушение которых является неправомерным.
В случае отсутствия указания или неправильного указания имени автора музыкального произведения, перешедшего в общественное достояние, а также в случае неправомерного изменения либо присвоения третьим лицом авторских прав на произведение данные действия могут преследоваться со стороны наследника автора, правопреемника, исполнителя завещания автора или другими заинтересованными лицами.
Общее правило о потребности в согласовании с правообладателем способа использования музыкального произведения не распространяется на случаи использования произведений, которые не охраняются авторским правом. Например, без какого-либо разрешения и выплат любыми возможными способами можно использовать музыкальные произведения, являющиеся гимном РФ, субъектов федерации и муниципальных образований, а также музыкальные произведения народного творчества, не имеющие определённых авторов. Кроме того, нет нужды в согласовании способа использования музыкальных произведений, перешедших в общественное достояние после окончания срока их охраны.

## США
В США насчитывается мало примеров музыки, находящейся в общественном достоянии. Исключение составляет музыка, переданная в общественное достояние её создателями, и записи сотрудников или должностных лиц правительства США, действовавших на основании их служебных обязанностей, например, записи марша оркестра Корпуса морской пехоты США. На музыкальные произведения, созданные до 15 февраля 1972 года, в общем распространялось общее право или в некоторых случаях антипиратские законы, принятые в ряде штатов. Антипиратские законы обычно не имеют предела продолжительности защиты. На музыку распространяются Закон о звукозаписях 1971 года (в силе с 1972 года) и Закон об авторском праве 1976 года (в силе с 1978 года), они обеспечивают федеральные авторские права на неопубликованные и опубликованные звукозаписи, созданные 15 февраля 1972 года или позже. Музыка, созданная до 15 февраля 1972 года, в разной степени охраняется общим правом или государственными законами. Любые права или гарантии, закреплённые законом штата о звукозаписях до 15 февраля 1972 года, не могут упраздняться или ограничиваться Законом об авторском праве до 15 февраля 2067. В этот день все образцы музыки, созданные до 15 февраля 1972 года, в США перейдут в общественное достояние.
Музыкальные произведения, созданные 15 февраля 1972 года или позже, в США могут перейти в общественное достояние не ранее 2043 года. Это касается музыки, созданной между 15 февраля и 31 декабря 1972 года, но не опубликованной и не зарегистрированной до 2003 года, авторы которой не работали по найму и умерли в 1972 году. По общему правилу фигурирует дата 2048 год. Это касается музыки, созданной 15 февраля 1972 года или позже и впервые опубликованной в 1978—2002 годах, авторы которой не работали по найму и умерли до 1978 года. Музыкальные произведения, созданные и опубликованные с 15 февраля 1972 и до 1978 года, которые не содержат надлежащего уведомления об авторских правах на записи или на упаковке, переходят в общественное достояние с момента публикации. С 1978 по 1 марта 1989 года владельцы авторских прав имели в распоряжении до пяти лет, чтобы исправить это упущение, не утрачивая авторских прав. С 1 марта 1989 года уведомление о защите музыкального произведения авторскими правами не требуется.